# Теодор Кучар
Теодор Кучар (справжнє прізвище Кухар) (31 травня 1960, Нью-Йорк, США) — американський музикант і диригент українського походження, керівник Національного симфонічного оркестру України (1994–1999).

## З життєпису
Теодор Кучар виростав у Клівленді, Огайо, і є сином вчительки музики Ганни Придаткевич та онуком скрипаля і композитора Романа Придаткевича, організатора Української консерваторії в Нью-Йорку, співорганізатора Товариства Прихильників Української Музики, артиста ряду ньюйоркських оркестрів. Його батьки увесь час слідкували за ним і його братом, щоби вони між собою вживали лише українську мову, підкреслюючи, що колись ця мова стане їм у пригоді.
Освіту одержав в Клівлендському музичному інституті, де навчався грі на скрипці та віолі. Закінчивши інститут, Теодор Кучар виступав як скрипаль і альтист у складі провідних оркестрів Клівленда і Гельсінкі. Творчий доробок Т. Кучара об'ємний — він став організатором Австралійського фестивалю камерної музики в Таунсвіллі, Північний Квінсленд, Австралія, був дириґентом-гостем оркестру в Кейптауні, Південна Африка, Гельсінкі, Фінляндія, Перті, Австралія, Таллінні, Естонія, Празі, Чехословаччина, та головним диригентом філармонічного оркестру Квінсленду, Австралія.
Теодор Кучар відомий в Україні своєю тісною співпрацею з Національним заслуженим академічним симфонічним оркестром України, яка розпочалася 1992 року, а з 1994 року по 1999 рік він був головним диригентом оркестру. Під його керуванням колектив став найбільш часто записуваним оркестром колишнього Радянського Союзу, який записав понад 70 компакт-дисків для фірм «Naxos» і «Marco Polo», серед яких всі симфонії Калиннікова, Лятошинського, Мартіну, Прокоф'єва, твори Моцарта, Дворжака, Глазунова, Щедріна, Шостаковича, Чайковського та симфоній і оркестрових творів провідного сучасного українського симфоніста, Євгена Станковича. Диск із записом симфоній № 2 та № 3 Бориса Лятошинського був визнаний Австралійською державною телерадіокомпанією (АВС) найкращим світовим записом 1994 року. Цей же альбом за версією Американської асоціації радіомовців був визнаний у 1994 році «найкращим зарубіжним записом року», а повне зібрання творів для скрипки з оркестром Уолтера Пістона журнал Грамофон назвав «записом 1999 року». Повне зібрання симфоній Прокоф'єва, на думку багатьох критиків, є найдосконалішим циклом доступних компакт-дисків. Значно ширшою стала гастрольна діяльність оркестру: вперше пройшли його виступи в Австралії, Гонконгу, Великій Британії.
Після закінчення строку контракту з Національним заслуженим академічним симфонічним оркестром України жив у Денвері, викладав в місцевому університеті. Крім цього, за останні 15 років Теодор Кучар очолював Філармонічний оркестр імені Л. Яначека у Празі (колишній чеський Radio Orchestra), був мистецьким директором Австралійського фестивалю камерної музики. Нині він — музичний директор і диригент Філармонічного оркестру Фресно і камерного оркестру Рено, директор оркестрової школи музичного фестивалю у Кенті, художній керівник Фестивалю камерної музики Невади (США).
Диригент має велику кількість записів на компакт-дисках (понад сотню). Виступав з концертами в Амстердамі, Берліні, Чикаго, Гельсінкі, Гонконгу, Лондоні, Мадриді, Празі, Сеулі, Сіднеї, зокрема, у сезоні 2003–2004 рр. він провів 3-тижневий гастрольний тур з Берлінським симфонічним оркестром, а за останні два сезони диригував близько 40-а концертами цього відомого колективу. Співпрацював із знаменитими солістами: Джеймсом Гелвеєм, Джессі Норман, Лінн Харрел, Іцхаком Перельманом, Йо-Йо Ма, Джошуа Беллом, Сарою Чанг, Мстиславом Ростроповичем, Фредерікою фон Штаде та ін.